# No Kum-sok
No Kum-sok (später Kenneth Hill Rowe, * 10. Januar 1932 in Sinhung, Chōsen, Japan, heute Nordkorea; † 26. Dezember 2022 in Daytona Beach) war ein Leutnant der nordkoreanischen Luftwaffe. Er lief am 21. September 1953 mit seiner MiG-15 nach Südkorea über und brachte so den ersten Kampfjet dieses Typs in den Besitz der Vereinigten Staaten und deren Verbündeter.

## Desertion 1953

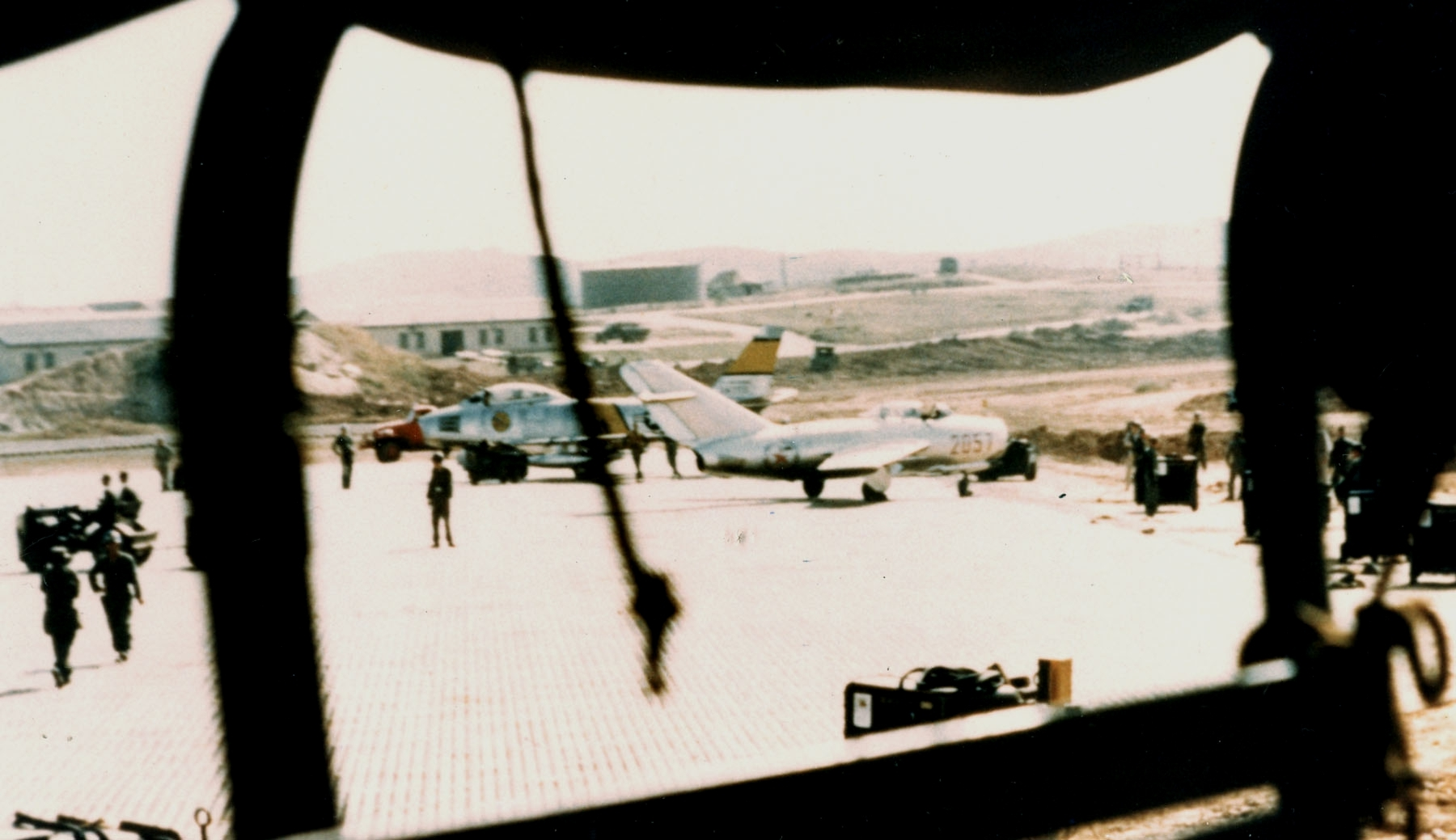
Nos Maschine kurz nach seiner Landung in Kimpo. Das Bild wurde unerlaubt von einem US-Soldaten aus einem Lkw aufgenommen.

Der überzeugte Antikommunist No trat – trotz geheimer Fluchtpläne – zu Beginn des Koreakriegs der nordkoreanischen Marineakademie bei, um in den Genuss einer Hochschulausbildung zu kommen. Er bestand die Ausbildung als einer von 80 Kadetten und wurde in die nordkoreanische Luftwaffe übernommen, um in der Mandschurei von sowjetischen Trainern zum Kampfpiloten geschult zu werden. Nach eigenen Angaben flog er im Krieg über 100 Missionen.
Durch zahlreiche Artikel über seine Flugkünste und seine Begeisterung für den Kommunismus in Zeitungen und Parteimagazinen erlangte er zu diesem Zeitpunkt eine gewisse Berühmtheit. Später sagte er, dass er „eine gigantische Lüge lebte, da er sich unter dem schützenden Gewand des kommunistischen Staats versteckte“.
Am Morgen des 21. September 1953, knapp zwei Monate nach dem Waffenstillstandsabkommen von Panmunjeom, flog der damals 21-jährige No vom Flughafen Sunan bei Pjöngjang zum unweit der Grenze am 38. Breitengrad gelegenen südkoreanischen Stützpunkt Kimpo. Sein Flug über die Grenze blieb dabei zunächst von der Luftüberwachung des Südens unbemerkt, da die US-Radaranlagen kurzzeitig für eine routinemäßige Wartung abgeschaltet worden waren. In Südkorea erfuhr er, dass seine Mutter noch lebte und 1951 dorthin evakuiert worden war.
No erhielt später eine Belohnung von 100.000 US-Dollar für die Übergabe des feindlichen Flugzeugtyps, die von den USA in der Operation Moolah ausgeschrieben worden war. Von der Belohnung habe er nach eigenen Angaben nichts gewusst; er sei geflohen, da er die „rote Betrügerei“ satt gehabt habe.

## Weiteres Leben
Im Jahr 1954 emigrierte No in die Vereinigten Staaten. Er ließ seinen Namen in Kenneth Hill Rowe ändern und studierte Maschinenbau und Elektrotechnik an der University of Delaware. 1962 erlangte er die US-amerikanische Staatsbürgerschaft. Später war er als Luftfahrtingenieur für Unternehmen wie General Motors, Grumman, Boeing, Lockheed und General Electric tätig. Bis zu seinem Ruhestand 2000 war er 17 Jahre lang Professor für Luftfahrttechnik an der Embry–Riddle Aeronautical University in Florida. Noch 2018 trat er auf öffentlichen Veranstaltungen auf und sprach über seine Flucht.
No heiratete eine nordkoreanische Auswanderin. Aus der Verbindung gingen zwei Söhne und eine Tochter hervor.

## Bedeutung

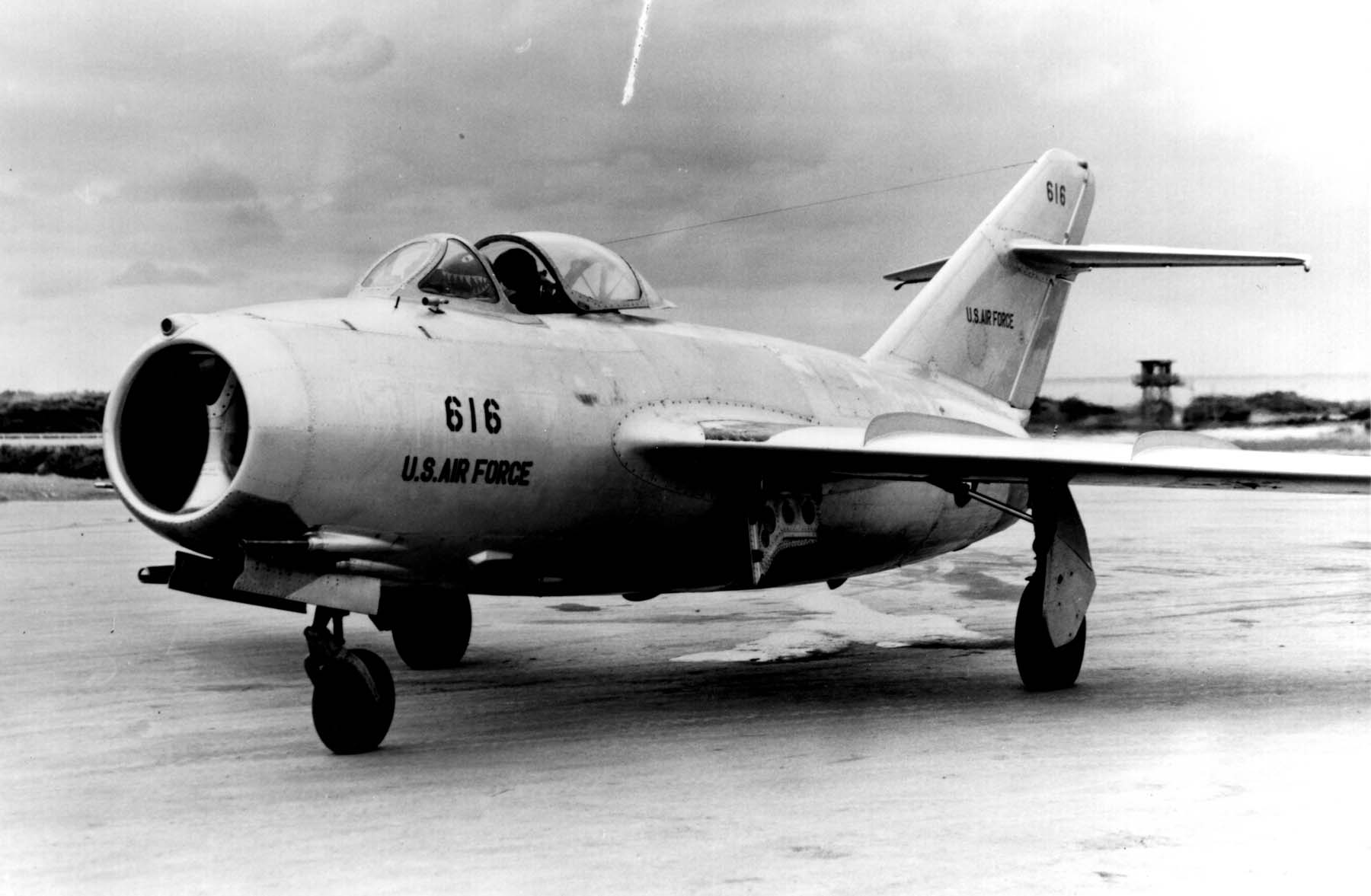
Die MiG-15, mit der No Kum-Sok flüchtete

Im November 1950 führte die Sowjetunion die Kampfjets der MiG-15-Reihe ein. Auf Seiten der NATO waren diese vor allem wegen ihrer fortschrittlichen Konstruktion bekannt und gefürchtet. Im April 1953 setzten die USA daher eine Belohnung in Höhe von 100.000 US-Dollar (damals 420.000 DM, in heutiger Kaufkraft rund 1.300.000 Euro) für den ersten Piloten des Ostblocks und seiner Verbündeten aus, der eine unversehrte MiG in den Besitz der US-Armee brachte. Ziel war es, diese einer umfassenden technischen Analyse und Flugauswertung zu unterziehen. Nos MiG-15bis wurde nach Okinawa gebracht, wo „Tom“ Collins und Maj. „Chuck“ Yeager die ersten Testflüge absolvierten. Das Flugzeug wurde daraufhin demontiert und im Dezember 1953 zum Luftwaffenstützpunkt Wright-Patterson Air Force Base im US-Bundesstaat Ohio geflogen. Dort wurde es wieder zusammengebaut und gründlichen Flugtests unterzogen. Zwar boten die USA eine Rückgabe der MiG an ihren rechtmäßigen Besitzer an, doch erhob kein Land Anspruch auf das Flugzeug, so dass es 1957 dem Nationalmuseum der US Air Force überlassen wurde. Dort war es auch Ende 2022 noch ausgestellt.
No veröffentlichte 1996 das Buch A MiG-15 to Freedom („Eine MiG-15 in die Freiheit“), in dem er von seinem Leben in Nordkorea und seiner Desertion schrieb. Sein Überlaufen fand auch Eingang in eine Mission im Videospiel Chuck Yeager’s Air Combat.
In seinem Buch The Great Leader and the Fighter Pilot von 2015 stellte der amerikanische Journalist Blaine Harden Nos Leben demjenigen des nordkoreanischen Diktators Kim Il-Sung gegenüber. No begegnete Kim zweimal in seinem Leben.

## Werke
- A MiG-15 to freedom: memoir of the wartime North Korean defector who first delivered the secret fighter jet to the Americans in 1953. McFarland & Co, Jefferson (North Carolina), London 1996, ISBN 0-7864-0210-5 (englisch).